# Friedrich von der Schulenburg
Friedrich-Werner Erdmann Matthias Johann Bernhard Erich Graf von der Schulenburg (Kemberg, 20 de novembro de 1875 - Berlim, 10 de novembro de 1944) foi um diplomata alemão, notado sobretudo por ter servido como último embaixador da Alemanha Nazi na União Soviética, até a Operação Barbarossa, em 1941.
Schulenburg começou sua carreira diplomática antes da Primeira Guerra Mundial, servindo como cônsul e embaixador em vários países. Na fase final da Segunda Guerra Mundial, ele se voltou contra a principal vertente do partido nazista, e se juntou a uma conspiração contra Hitler. Após o fracasso da trama de 20 de julho de 1944 para assassinar o führer, Schulenburg foi preso e depois executado.
Ele era um Cavaleiro da Justiça da Ordem de São João, algo considerado desfavorável pelos nazistas.

## Carreira diplomática

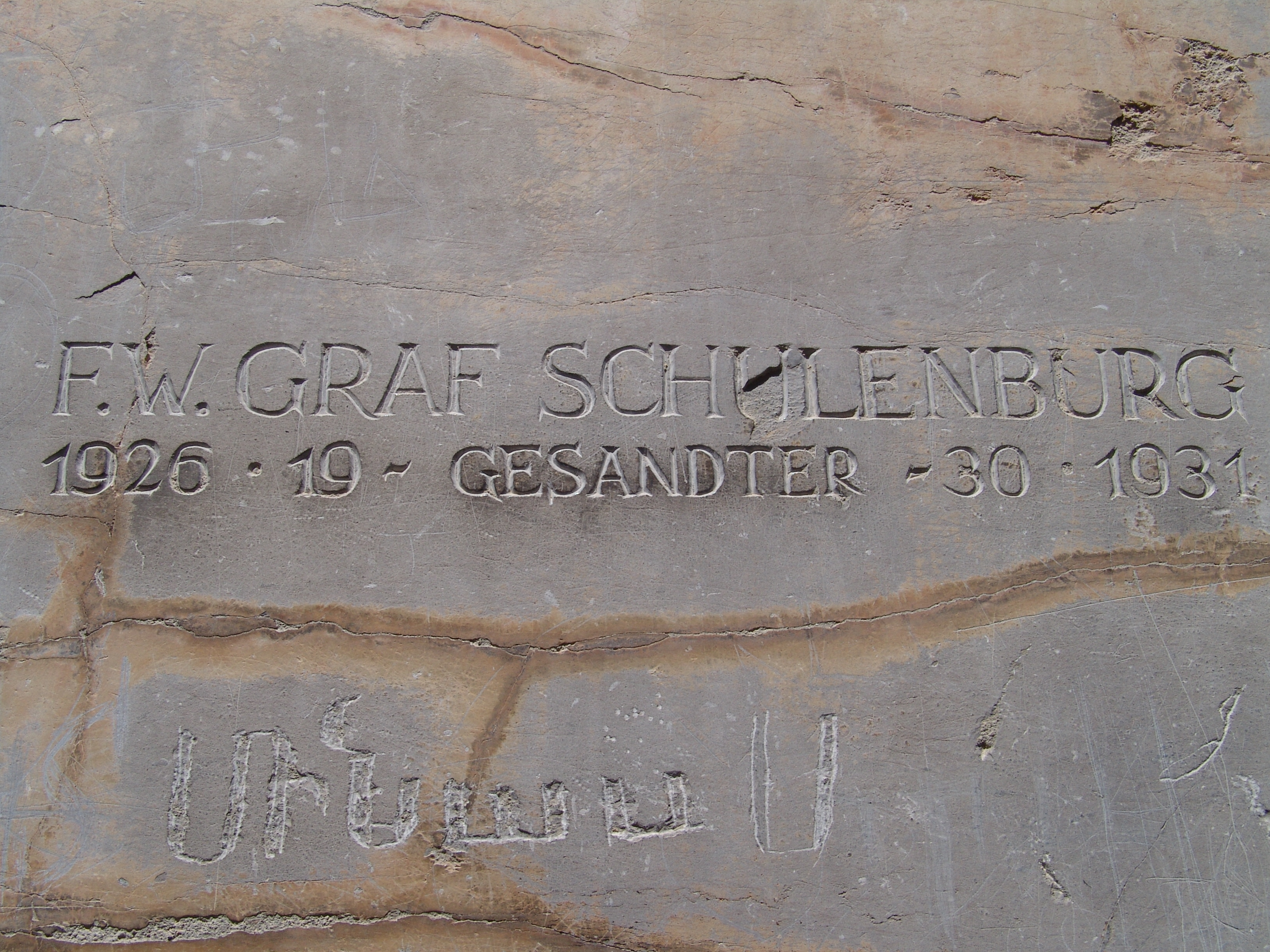
Inscrição no Portão de Todas as Nações, comemorando a visita de Schulenburg a Persepolis.

Schulenburg nasceu em Kemberg, na província prussiana da Saxônia, filho do graf Bernhard von der Schulenburg. Depois de um ano no exército, estudou direito em Lausanne, Munique e Berlim, e em 1901 ingressou no serviço consular do Ministério das Relações Exteriores. Em 1903, ele havia sido apontado como vice-cônsul da Alemanha em Barcelona, e nos anos que se seguiram ele se viu trabalhando em consulados em Lemberg, Praga, Varsóvia e Tbilisi. Com a eclosão da Primeira Guerra Mundial em 1914, Schulenburg retornou ao serviço militar, e depois da Primeira Batalha do Marne foi promovida a capitão e encarregado de uma bateria de artilharia, em outubro de 1914. Em 1915 ele foi destacado como oficial de ligação alemão para o exército otomano, na Frente Armênia. Em 1916, ele assumiu o comando da Legião da Geórgia, na luta contra o Império Russo, até o seu colapso em 1917. Durante seu tempo no exército, ele recebeu a Cruz de Ferro e altas honrarias otomanas. Após o colapso do Império Alemão, ele foi capturado pelos britânicos e internado na ilha mediterrânea de Prinkipo (agora chamada de Büyükada), retornando à Alemanha em 1919. Schulenburg foi então reintegrado no Ministério das Relações Exteriores e tornou-se cônsul alemão em Beirute.
Schulenburg serviu como embaixador alemão no Irã de 1922 a 1931, e durante sua visita aos monumentos antigos em Persépolis seu nome foi gravado no Portão de Todas as Nações. De 1931 a 1934 ele serviu como embaixador alemão na Romênia, e então foi enviado a Moscou.

## Segunda Guerra Mundial
Em 1934 Schulenburg foi nomeado embaixador alemão na União Soviética. Ele favoreceu um acordo entre a Alemanha e a União Soviética, e foi fundamental na negociação do Pacto Molotov-Ribbentrop, assinado em agosto de 1939. Após a invasão soviética da Polônia, apesar do estado de guerra entre Alemanha e Polônia, ele usou sua posição para permitir que diplomatas poloneses (incluindo o embaixador Waclaw Grzybowski) deixassem a União Soviética.
Schulenburg foi mantido no escuro sobre a planejada invasão da União Soviética pela Alemanha. Ele só soube com certeza que a invasão estava ocorrendo algumas horas antes dela ser lançada, quando o ministro das Relações Exteriores, Joachim von Ribbentrop, enviou-lhe uma mensagem para ler ao ministro das Relações Exteriores soviético Viacheslav Molotov, justificando a invasão. No entanto, desde a primavera de 1941 ele suspeitava que seu governo planejava a invasão, e até o fim combateu justificativas nesse sentido, salientando a força militar da União Soviética e a inalienabilidade de suas reservas industriais. Ele é citado como tendo dito a Molotov na manhã do ataque: "Nos últimos seis anos, eu tentei pessoalmente fazer tudo que podia para encorajar a amizade entre a União Soviética e a Alemanha. Mas você não pode ficar no caminho do destino".
Depois que a invasão alemã começou, em 22 de junho de 1941, Schulenburg foi preso pelos soviéticos por algumas semanas, depois transferido para a fronteira soviético-turca. Depois disso, Schulenburg foi designado como líder do Comitê da Rússia, um posto do Ministério das Relações Exteriores sem qualquer influência política.
Mais tarde, ele se juntou à conspiração para derrubar Hitler, na esperança de alcançar um rápido acordo de paz no leste. Ele estava pronto e disposto a negociar, mesmo com Josef Stalin, em nome dos conspiradores. Se eles tivessem sido bem sucedidos em derrubar Hitler, Schulenburg teria sido um alto funcionário do Ministério das Relações Exteriores; algumas fontes, inclusive, o listaram como ministro das Relações Exteriores. Os planos de Schulenburg para os objetivos pós-Hitler no Oriente eram semelhantes aos dos nazistas em muitos pontos, e ele acreditava que os russos e outros países da Europa Oriental poderiam ser facilmente submetidos à supremacia alemã, pois eram "jovens intocados pela civilização ocidental" e povos de "índole simples". Na visão de Schulenburg, a Europa seria dominada pela Alemanha, que anexaria terras que se estenderiam até Vilnius, Minsk e Lublin, no leste; até Praga e Brno, no sul; e Groningen e Liége, no oeste.
Após o fracasso do atentado contra a vida de Hitler, em 20 de julho de 1944, Schulenburg foi preso e acusado de traição. Em 23 de outubro de 1944, o Volksgerichtshof condenou-o à morte, e ele foi enforcado em 10 de novembro de 1944, na Prisão de Plötzensee, em Berlim.

## Burg Falkenberg

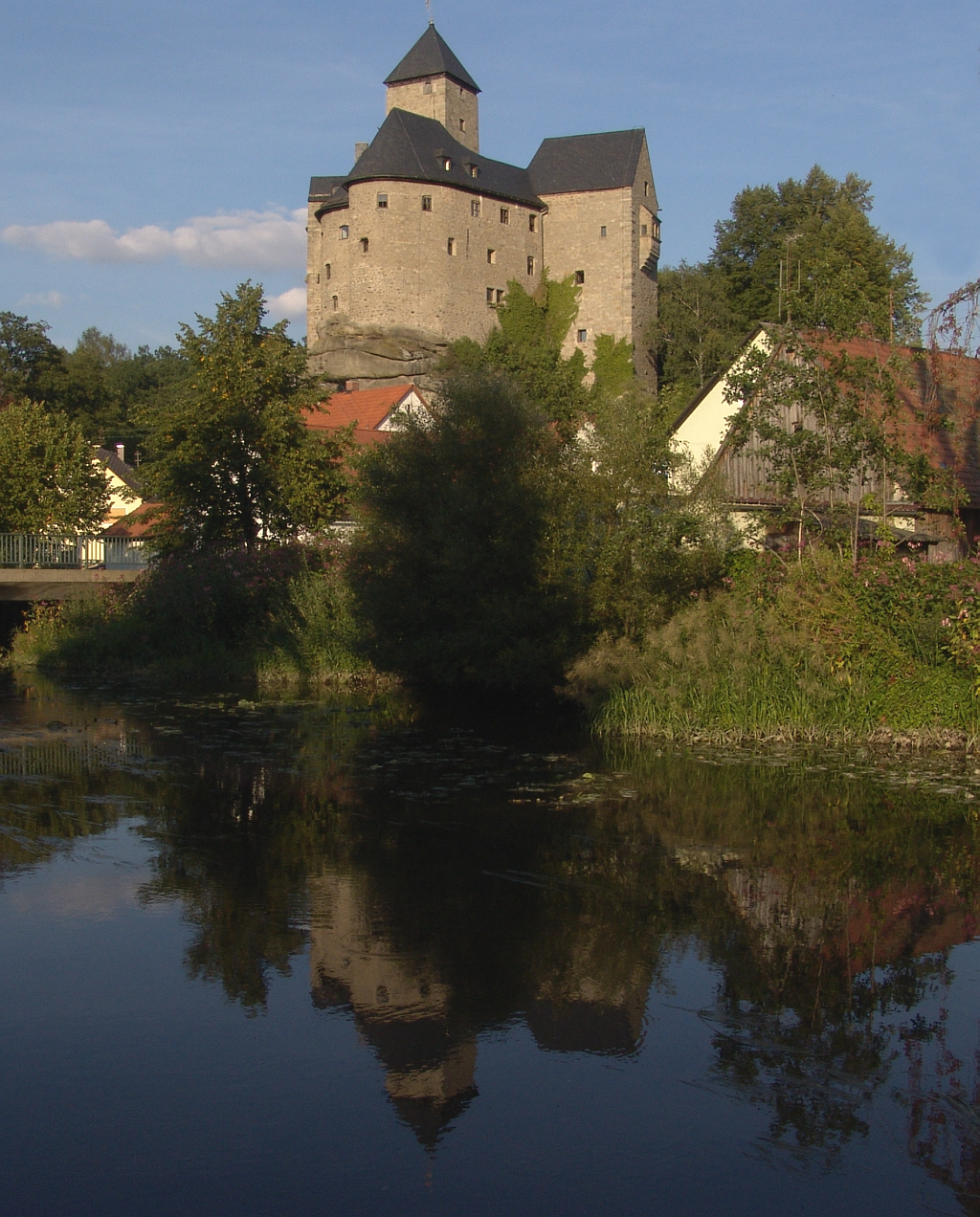
Burg Falkenberg (2005).

Na década de 1930, Schulenburg adquiriu o Burg Falkenberg, um castelo no Alto Palatinado. Ele o converteu e renovou, para que lhe servisse de lar em sua aposentadoria. Este trabalho monumental foi realizado entre 1936 e 1939.